# Scotophilus nucella
Scotophilus nucella es una especie de murciélago de la familia Vespertilionidae.

## Distribución geográfica
Se encuentra en el sudoeste de Costa de Marfil, al sur de Ghana y el oeste de Uganda cerca de la frontera con República Democrática del Congo y la Reserva Forestal de Kambai Tanzania.